# Maximilian Mbaeva
Maximilian „Maxilo“ Mbaeva (* 14. April 1989 in Windhoek, Südwestafrika) ist ein namibischer Fußballspieler.

## Karriere

### Verein
Mbaeva spielte zuletzt von 2014 bis 2022 bei den Golden Arrows in Südafrika. Seit der Saison 2022/23 ist er vereinslos. Davor stand er seit 2007 bei den African Stars unter Vertrag. Mit den Stars gewann er zwei Mal die namibische Meisterschaft und zwei Mal den nationalen Pokalwettbewerb.

### Nationalmannschaft
Mbaeva hatte sein Debüt in der namibischen Nationalmannschaft am 26. März 2008 unter Nationaltrainer Arie Schans. Er spielte seitdem mindestens 21 Mal als Nationaltorwart und war bis 2019, neben Virgil Vries, Stammtorwart. Sein größter Erfolg war der Gewinn des COSAFA Cup 2015, bei dem er auch zum Torwart des Turniers gewählt wurde.